# Krzysztof Schmidt
Krzysztof Zdzisław Schmidt – polski biolog, doktor habilitowany nauk biologicznych, profesor nadzwyczajny
Instytutu Biologii Ssaków Polskiej Akademii Nauk, specjalista w zakresie ekologii zwierząt.

## Życiorys
W 1989 ukończył studia na kierunku zoologia w Uniwersytecie Gdańskim. Na Wydziale Biologii Uniwersytetu Warszawskiego na podstawie napisanej pod kierunkiem Włodzimierza Jędrzejewskiego rozprawy pt. Organizacja przestrzenna i socjalna populacji oraz aktywność rysia Lynx lynx w Puszczy Białowieskiej uzyskał w 1999 stopień naukowy doktora nauk biologicznych w dyscyplinie biologia. W 2010 na podstawie dorobku naukowego oraz monografii pt. Czynniki kształtujące stan populacji rysia eurazjatyckiego Lynx lynx oraz ochronę gatunku w Polsce nadano mu w Muzeum i Instytucie Zoologii Polskiej Akademii Nauk stopień naukowy doktora habilitowanego nauk biologicznych w dyscyplinie biologia.
Był docentem w Zakładzie Badania Ssaków PAN. Został profesorem nadzwyczajnym i zastępcą dyrektora w Instytucie Biologii Ssaków Polskiej Akademii Nauk.